# Ljusdalsbygdens parti
Ljusdalsbygdens parti (LjP) är ett lokalt politiskt parti i Ljusdals kommun.

## Historik
Partiet bildades 2006 som en utbrytning ur socialdemokraterna under namnet Socialradikala Demokraterna (SocD). I valet 2006 erhöll partiet 1070 röster, vilket motsvarade 9,74 procent. Därmed vann Socialradikala Demokraterna representation i Ljusdals kommunfullmäktige med fyra mandat. 
Partiet bytte namn 2015 till Ljusdalsbygdens parti. Namnet är inspirerat av ett tidigare partinamn i Ljusdal, Rädda Ljusdalsbygden (RLB). En fraktion av partiet bildade istället partiet Demokratisk Rättvisa.
Partiledare för Ljusdalsbygdens parti är Jonny Mill, som även var partiledare för partiet Rädda Ljusdalsbygden (RLB) samt även för en valteknisk samverkan mellan RLB och Frihetliga kommunalfolket. Även externa debattörer ser LjP som en förlängning av RLB.
Inför valet 2018 anslöt nya medlemmar till LjP från andra partier, bl.a. Moderaterna samt Liberalerna.
I kommunalvalet år 2018 fick LjP 6,96% av rösterna, och erhöll därmed tre mandat samt två ersättarplatser i kommunfullmäktige.
I slutet av november år 2018 låter LjP meddela att man inleder en valteknisk samverkan med Sverigedemokraterna, på sådant sätt får partiet ett brett politiskt inflytande i kommunen under mandatperioden 2019-2022.

## Valresultat
| År   | Röster | %    | Mandat  |
| ---- | ------ | ---- | ------- |
| 2006 | 1 070  | 9,74 | 4 av 41 |
| 2010 | 1 032  | 9,01 | 4 av 41 |
| 2014 | 507    | 4,29 | 2 av 41 |
| 2018 | 828    | 6,96 | 3 av 41 |
| 2022 | 1 086  | 9,27 | 4 av 41 |